# La carga de la policía montada
La carga de la policía montada ist ein spanischer Italowestern aus der Frühphase des Genres. Der Film war im deutschen Sprachraum nicht zu sehen.

## Handlung
In einem Fort in den Weiten Kanadas rivalisieren der Kommandant Bedford und Corporal White um die Gunst der schönen Sara, die mit Bedford verlobt ist. Als sich Sara für White entscheidet, fühlt sich der in die Vorgänge verwickelte Sergeant Custer in seiner Ehre gekränkt und bringt aus diesem verletzten Stolz heraus die Indianer unter „Roter Biber“ dazu, gegen die Canadian Mounted Police im Fort zu agieren. Bei einem Angriff rettet White Bedford das Leben; auch verliebt sich ein indianisches Mädchen in ihn. Dank der Hilfe dieses Mädchens und Whites Tapferkeit kann das Fort genügenden Widerstand gegen die Attacken der Indianer bieten, um ein Massaker zu verhindern. Bedford verlässt mit der wiedergewonnenen Sara den Ort; White wird befördert und kann heiraten.

## Bemerkungen
Gedreht wurde unter anderem am Jarama, wo ein Fort aufgebaut wurde.
Internationaler Titel ist Cavalry Charge.